# Кузнецьке
Кузне́цьке (до 1944 року — Чеґелек, крим. Çegelek) — село в Україні, Євпаторійському районі Автономної Республіки Крим. Розташоване в центрі району.